# Ugljan (település)
Ugljan (olaszul: Ugliano) falu Horvátországban Zára megyében. Közigazgatásilag Prekóhoz tartozik.

## Fekvése
Zárától légvonalban 10 km-re nyugatra, Ugljan szigetének északnyugati részén, községközpontjától 9 km-re északnyugatra, a sziget északkeleti partján, az azonos nevű (más néven Soline) jól védett öbölben fekszik. A sziget legnagyobb települése. Településrészei: Čeprljanda, Lučino Selo Batalaža, Sušica, Gornje Selo, Muline, Guduće, Fortoština és Varoš. Tengerpartján még számos öböl található, melyek közül a legszebbek a Ćinta, a Mostir és a mulinei Luka. Kikötőgátjának belső oldalán kisebb jachtok is kiköthetnek, a nagyobb hajók számára a kikötőtől délkeletre van horgonyzóhely.

## Története
Ugljan szigete a régészeti leletek tanúsága szerint már a kőkorszak óta lakott. Első lakói az illírek egyik törzse a liburnok voltak. Erődített településeik maradványai a Celinjak, Kuranj és Sv. Mihovil nevű magaslatokon (i. e. 4. század) ma is láthatók. A sziget római betelepítése az i. e. 1. századra tehető. Első ismert említése a neves római írótól Pliniustól származik „Lissa” alakban. A rómaiak több villagazdaságot is építettek a szigeten, ezek közül mintegy tíznek máig fennmaradtak a romjai. Közülük a legjelentősebbek a Supetar-fok felé a Gospodski nevű halmon és a Muline-öbölnél Stivonon találhatók, ahol fennmaradt az olajbogyó feldolgozásához épített római malom romja is. Ugljan település maga is egy római birtokosról Gelliáról kapta a nevét, melyet akkoriban róla „Gellianum posum” néven neveztek. A középkorban zárai nemesi családok birtoka volt, akik felosztották területét és felépítették saját udvarházaikat, gazdaságaikat. A horvátok a kora középkorban telepedtek meg a szigeten, amelyet a földrajzi neveken kívül több indás díszítésű kőfaragvány töredéke és több glagolita felirat is bizonyít. Területe Zárához tartozott, majd 1409-től a várossal együtt a Velencei Köztársaság része lett. A 17. és 18. században zárai nemesi családok számos nyári kastélyt, nyaralót építettek a faluban és környékén. A 18. század végén Napóleon megszüntette a Velencei Köztársaságot. Ugljan 1797 és 1805 között Habsburg uralom alá került, majd az egész Dalmáciával együtt a Francia Császárság része lett. 1815-ben a bécsi kongresszus újra Ausztriának adta, amely a Dalmát Királyság részeként Zárából igazgatta 1918-ig. A településnek 1857-ben 700, 1910-ben 1322 lakosa volt. Az ugljaniak 1905-ben lettek saját földjeik tulajdonosai, amikor megváltották azokat a Medović családtól. Az első világháborút követően előbb a Szerb-Horvát-Szlovén Királyság, majd Jugoszlávia része lett. Az 1970-es évektől a több munkalehetőség miatt sok fiatal vándorolt ki, illetve költözött a nagyobb városokba és vándorolt ki az Egyesült Államokban és Ausztráliában is. A falunak 2011-ben 1278 lakosa volt, akik hagyományosan mezőgazdasággal (főként szőlő- és olívatermeléssel), halászattal és újabban turizmussal foglalkoznak.

## Lakosság
| Lakosság változása | Lakosság változása | Lakosság változása | Lakosság változása | Lakosság változása | Lakosság változása | Lakosság változása | Lakosság változása | Lakosság változása | Lakosság változása | Lakosság változása | Lakosság változása | Lakosság változása | Lakosság változása | Lakosság változása | Lakosság változása |
| ------------------ | ------------------ | ------------------ | ------------------ | ------------------ | ------------------ | ------------------ | ------------------ | ------------------ | ------------------ | ------------------ | ------------------ | ------------------ | ------------------ | ------------------ | ------------------ |
| 1857               | 1869               | 1880               | 1890               | 1900               | 1910               | 1921               | 1931               | 1948               | 1953               | 1961               | 1971               | 1981               | 1991               | 2001               | 2011               |
| 700                | 830                | 927                | 1.012              | 1.154              | 1.322              | 1.643              | 1.226              | 1.288              | 1.184              | 1.473              | 1.617              | 1.136              | 1.070              | 1.316              | 1.278              |

## Nevezetességei
- Muline nevű településrészének területén több római épületmaradvány, köztük egy „villa rustica” (villagazdaság), késő római mauzóleum és kora keresztény bazilika található. A Muline-öbölben egy 1. századi római olajprés malom romjai találhatók.[5]
- A kora keresztény bazilika az 5. században épült háromhajós rusztikus bazilikaként félköríves apszissal. Később oldalához egy kisebb helyiségeket, cellákat építettek hozzá, majd az 5. század végén az egyik cella mellé ötszögű apszist építettek. Vastag, vízálló bevonata azt bizonyítja, hogy keresztelőmedenceként (baptisterium) szolgált. A történeti adatok szerint a 18. század közepéig működött, amikor Szent János tiszteletére volt szentelve, ezért az egész helyet Stivonnak nevezték.
- A kikötőt északról lezáró földfokon a Mostir strandnál található az 1430-ban épített Szent Jeromos ferences kolostor[6] 1447-ben épített egyhajós gótikus templomával. A kolostor kerengőjébe érdekes román stílusú oszlopok vannak beépítve.
- Szent Kozma és Damján vértanúk tiszteletére szentelt temploma a 11. vagy a 12. században épült késő román stílusban. A hagyomány szerint a Torricella kereskedőcsalád fogadalmi templomaként épült, akik hajótörést szenvedtek és ezen a helyen vetődtek partra. Hálából megmenekülésükért építtették ezt a templomot.
- Ugljan közepén a Varoš nevű településrészen található a Szent Hyppolit templom.[7] A temploma a 11. vagy a 13. században épület, de később gótikus stílusban építették át. Az írásos dokumentumok 1374-ben említik először. Belsejében szép késő barokk oltár található.
- A Nagyboldogasszony templomot a település központjában egy magaslaton találjuk, ezért harangtornya Ugljan képének meghatározó eleme. Az írásos források 1401-ben említik először. Oltárképe Mária mennybevitele a 18. században készült barokk stílusban.
- A településen zárai nemesi családok több nyári kastélya található, melyek közül kiemelkedik a gornji seloi Califfi-kastély[8] (később Beršić, ma Krešimir Cošić tulajdona). Említésre méltó még a batalažai Lipeus-kastély (ma villa Stari dvor), a Damijan Vrgada család kastélya[9]  (ma villa Oleandar), a lučino seloi Bartolozzi- (később Medivić) kastély, a De Ponte-kastély (ma a Stipanić családé), a Stocco-kastély (ma panzió és étterem), a čeprljandai kastély (több tulajdonos) és a ćinti Benja- (később Ferra) kastély.
- A Batalaža-öböl mellett római villa feltárt maradványai láthatók.
- A Kuranj nevű magaslaton történelem előtti (valószínűleg illír) vár maradványai találhatók.

## Fordítás
Ez a szócikk részben vagy egészben  az   Ugljan (Preko) című horvát Wikipédia-szócikk ezen változatának fordításán alapul.  Az eredeti cikk szerkesztőit annak laptörténete sorolja fel. Ez a jelzés csupán a megfogalmazás eredetét és a szerzői jogokat jelzi, nem szolgál a cikkben szereplő információk forrásmegjelöléseként.